# Araneus pavlovi
Araneus pavlovi este o specie de păianjeni din genul Araneus, familia Araneidae, descrisă de Schenkel, 1953. Conform Catalogue of Life specia Araneus pavlovi nu are subspecii cunoscute.